# Róg (Janowo)
Róg (deutsch Roggen) ist eine Ortschaft der Landgemeinde Janowo in Polen. Sie liegt zwischen den Städten Nidzica (Neidenburg) und Wielbark (Willenberg) und gehört dem Powiat Nidzicki (Kreis Neidenburg), Woiwodschaft Ermland-Masuren,  an.

## Geographische Lage
Das kleine Straßendorf liegt nordöstlich des Kernortes Janowo ganz im südöstlichen Zipfel des Powiat Nidzicki, nur zwei Kilometer von der einstigen Grenze Ostpreußen/Polen (heute: Woiwodschaft Ermland-Masuren/Woiwodschaft Masowien) und dem Orschütz-Fluss (polnisch Orzyc) entfernt.

## Geschichte

### Ortsgeschichte
Roggen wurde erstmals 1571 urkundlich erwähnt. Erster Dorfschulze und daher nach allgemeiner Übung der Lokator war Märten Plotzki. Beim Einfall der Tataren während des Krieges mit Polen 1655–1660 wurde Roggen erheblich zerstört und musste sich über etliche Jahrzehnte, erschwert noch durch die Große Pest, nachhaltig anstrengen, an die alte Prosperität anzuknüpfen. Richtig gelang das eigentlich erst in der Mitte des 19. Jhs. Auf den weniger ergiebigen Böden wurde hauptsächlich Roggen und Kartoffeln angebaut.
Am 27. April 1874 wurde Roggen Amtsdorf und damit namensgebend für einen Amtsbezirk, der bis 1945 bestand und zum Kreis Neidenburg im Regierungsbezirk Königsberg (ab 1905: Regierungsbezirk Allenstein) in der preußischen Provinz Ostpreußen gehörte. 602 Einwohner zählte Roggen im Jahre 1910.
Vom Ersten Weltkrieg und der nachfolgenden Revolution wurde Roggen kaum tangiert. Wesentliches Ereignis in dieser Zeit war 1917 die Ablieferung von zwei der drei Friedhofsglocken.
Aufgrund der Bestimmungen des Versailler Vertrags stimmte die Bevölkerung im Abstimmungsgebiet Allenstein, zu dem Roggen gehörte, am 11. Juli 1920 über die weitere staatliche Zugehörigkeit zu Ostpreußen (und damit zu Deutschland) oder den Anschluss an Polen ab. In Roggen stimmten 460 Einwohner für den Verbleib bei Ostpreußen, auf Polen entfielen keine Stimmen.
1933 hatte Roggen 580 und 1939 noch 560 Einwohner.
Am 18. Januar 1945 wurde der Räumungsbefehl für Roggen erteilt. Der Treck wurde inmitten der chaotischen Verhältnisse aufgerieben und ein Teil der Einwohner kehrte in ihr Dorf zurück. Von denen wurden 22 Personen erschossen und elf in die Sowjetunion verschleppt. Andere Dorfbewohner starben an Hungertyphus. Insgesamt fanden 121 Roggener den Tod. Die Kirchhofsglocken läuten heute im polnischen Janowo.
In Kriegsfolge wurde Roggen 1945 mit dem gesamten südlichen Ostpreußen an Polen überstellt.  Das Dorf erhielt die polnische Namensform „Róg“ und ist heute – als Sitz eines Schulzenamtes (polnisch Sołectwo) – eine Ortschaft im Verbund der Landgemeinde Janowo im Powiat Nidzicki (Kreis Neidenburg), bis 1998 der Woiwodschaft Olsztyn, seither der Woiwodschaft Ermland-Masuren zugehörig. Die Einwohnerzahl von Róg belief sich 2011 auf 189.

### Amtsbezirk Roggen (1874–1945)
Zum Amtsbezirk Roggen gehörten bei seiner Errichtung insgesamt zwölf Landgemeinden bzw. Gutsbezirke, am Ende waren es noch acht.
| Deutscher Name | Geänderter Name 1938 bis 1945 | Polnischer Name | Anmerkungen                     |
| -------------- | ----------------------------- | --------------- | ------------------------------- |
| Camerau        | Großmuckenhausen              | Komorowo        |                                 |
| Kozienitz      | Sömmering                     | Kozieniec       |                                 |
| Lomno          |                               | Łomno           | 1928 nach Camerau eingegliedert |
| Pentzken       | Kleinmuckenhausen             | Pęczki          | 1928 nach Camerau eingegliedert |
| Puchallowen    | (ab 1936:) Windau             | Puchałowo       |                                 |
| Rettkowen      | Rettkau (Ostpr.)              | Retkowo         |                                 |
| Reuschwerder   |                               | Ruskowo         |                                 |
| Roggen         |                               | Róg             |                                 |
| Sachen         |                               | Zachy           | 1928 nach Roggen eingegliedert  |
| Saddek         | Gartenau                      | Sadek           |                                 |
| Ulleschen      |                               | Ulesie          |                                 |
| Wychrowitz     | Hardichhausen                 | Wichrowiec      |                                 |

Am 1. Januar 1945 bildeten den Amtsbezirk Roggen noch die Gemeinden: Gartenau, Großmuckenhausen, Hardichhausen, Rettkau (Ostpr.), Reuschwerder, Roggen, Ulleschen und Windau.

## Kirche
Bis 1945 war Roggen ein Kirchspielort der evangelischen Kirche Muschaken in der Kirchenprovinz Ostpreußen der Kirche der Altpreußischen Union. Für die Katholiken war Neidenburg der Pfarrort. Sie sind nunmehr in die Kirche Muszaki (Muschaken) im Erzbistum Ermland eingepfarrt, während in Roggen selbst heute eine evangelische Kirchengemeinde besteht, die als Filialgemeinde der Pfarrei in Nidzica (Neidenburg) in der Diözese Masuren der Evangelisch-Augsburgischen Kirche in Polen zugeordnet ist.

## Schule
Viele alte deutsche Wohnhäuser in Roggen sind verschwunden, auch die alte Schule. Die Schulkinder wurden bis 2001 im alten Arbeitsdienstlager unterrichtet, dann wurde der Unterricht an die Mittelpunktschule in Muszaki verlegt.

## Verkehr
Róg liegt südlich der verkehrsreichen Woiwodschaftsstraße 604, die die Landesstraße 7 bei Nidzica mit der Landesstraße 57 bei Wielbark (Willenberg) verbindet. Vom Abzweig Puchałowo aus verläuft eine Nebenstraße nach Wólka Zdziwójska in der Woiwodschaft Masowien, die über Róg führt. Eine weitere Nebenstraße verbindet Róg mit Zachy (Sachen) und Wichrowiec (Wychrowitz, 1938 bis 1945 Hardichhausen). Die nächste Bahnstation ist Puchałowo an der Bahnstrecke Nidzica–Wielbark (PKP-Linie 225), die jedoch nicht mehr regulär befahren wird.

## Persönlichkeit

### Aus dem Ort gebürtig
- Hans Rohde (1888–1954), deutscher Offizier